# Agapetus tapaiacus
Agapetus tapaiacus är en nattsländeart som beskrevs av Schmid 1965. Agapetus tapaiacus ingår i släktet Agapetus och familjen stenhusnattsländor. Inga underarter finns listade i Catalogue of Life.